# Dunckerocampus boylei
Dunckerocampus boylei es una especie de pez de la familia Syngnathidae en el orden de los Syngnathiformes.
Su nombre común es pez pipa de banda ancha. Se distingue del pariente más conocido, Dunckerocampus dactyliophorus, o pez pipa bandeado común, por el mayor ancho de sus franjas verticales naranja oscuro, y por el patrón diagnóstico de la aleta caudal.

## Morfología
Tienen la boca en forma de tubo, ensanchando algo la cabeza y el cuerpo, que conforman una horizontal, rematada por una distintiva aleta caudal, más grande y ovalada, de color naranja, rematada en un tono negruzco, y con una banda blanca marginal a cada lado. El cuerpo es color blanco a crema, con rayas verticales de similar ancho e igualmente espaciadas, de color naranja, que se extienden también a la cabeza y el hocico.
Carecen de espinas, teniendo 21 radios blandos dorsales, 4 radios blandos anales, 20 radios blandos en las aletas pectorales, y 10 radios blandos en la aleta caudal.
Los machos tienen una bolsa incubadora bajo el abdomen, y las hembras tienen ovopositor.
Los machos pueden alcanzar 16 cm de longitud total.

## Reproducción
Es ovovivíparo y el macho transporta los huevos en una bolsa ventral, la cual se encuentra debajo de la cola.

## Hábitat y comportamiento
Es un pez  de mar, de aguas profundas, que vive entre 20-95 m de profundidad.
Ocurren solitarios o en parejas, en cuevas y grietas. Los adultos prefieren profundidades de 25 metros o más, y son fácilmente divisables.

## Distribución geográfica
Se encuentra en el Mar Rojo, Mauricio y la costa norte de Bali (Indonesia ).